# Riserva naturale Palata Menasciutto
La riserva naturale Palata Menasciutto è un'area naturale protetta sita in Provincia di Cremona ed inserita nella più ampia Z.S.C. (Zona Speciale di Conservazione). Fa parte della Rete Ecologica Europea, denominata Natura 2000, nata con lo scopo di tutelare habitat e specie presenti nelle zone d'interesse protette e di consentire migrazioni sicure tra i vari siti ecologici. 

## Territorio
La Riserva si trova a cavallo del fiume Serio, tra i comuni di Pianengo e Ricengo e mira a preservare l'ambiente tipicamente ripariale creatosi attorno a due rami morti del fiume. Il termine di "palata" deriva dall'usanza di sbarrare il fiume con pali di legno al fine di derivare un corso d'acqua per usi irrigui. Oggi lo sbarramento è in cemento e da esso è derivata la Roggia Menasciutto, da cui il nome alla riserva.
Dalla sua istituzione ad oggi sono stati avviati numerosi piani di recupero deliberati dall'Ente Parco del Serio, come la riforestazione tramite piantumazione di arbusti facenti parte della flora locale della bassa pianura padana e la riqualificazione di alcune ex-cave esauste ed abbandonate che portano il nome di "Laghetto dei Riflessi" e "Laghetto della Rana Rossa", in cui anni fa venivano estratte ghiaia e sabbia mentre oggi risultano riempitesi d'acqua piovana o derivante dalle piene del vicino fiume Serio, trasformandosi così in contenitori di biodiversità faunistica.

## Flora
La vegetazione spontanea è piuttosto ricca e comprende: la canna, la tifa, alcune macchie di carice, di mestolaccia, di giunco e di sparganio. Vi sono anche specie assai rare quali la madreselva pelosa, la ginestrella e l'orchidea militare.
Tra gli alberi d'alto fusto vanno ricordati: l'acero, l'olmo, la quercia, il frassino, il salice eleagno, l'ontano bianco, coltivazioni di pioppo industriale inselvatichite.

## Fauna

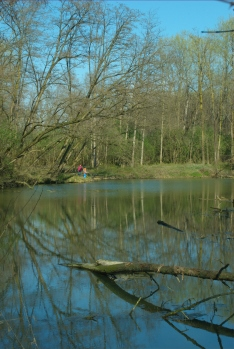
Una lanca all'interno della Riserva.

Ad una vegetazione ricca corrisponde una fauna piuttosto varia, specie per quanto riguarda l'avifauna. Tra le specie nidificanti vanno ricordate: la gallinella d'acqua, il picchio verde e il martin pescatore. La Riserva è luogo di sosta per specie migranti, quali le anatre e gli aironi.

## Punti di interesse
Lungo la stretta strada campestre che da Ricengo conduce alla Riserva sorge la Cappella dei Morti del Serio: si tratta di una piccola costruzione ricostruita nel 1855 su una cappella più antica, per commemorare le spoglie dei caduti della battaglia del 18 ottobre 1705 tra l'esercito del Principe Eugenio di Savoia e le forze del maresciallo di Vendôme.